# Donji Hruševec
Donji Hruševec je naseljeno mjesto u Republici Hrvatskoj u Zagrebačkoj županiji. 

## Zemljopis
Administrativno je u sastavu općine Kravarsko. Naselje se proteže na površini od 13,38 km². Donji Hruševac se smjestio u središnjem dijelu Vukomeričkih gorica, u izoliranoj dolini potoka Luka.

## Stanovništvo
Prema popisu stanovništva iz 2011. godine u Donjem Hruševcu živi 332 stanovnika. Gustoća naseljenosti iznosi 25 st./km².
| broj stanovnika | 411   | 415   | 373   | 380   | 401   | 403   | 386   | 458   | 523   | 500   | 471   | 443   | 386   | 352   | 350   | 332   | 271   |
|                 | 1857. | 1869. | 1880. | 1890. | 1900. | 1910. | 1921. | 1931. | 1948. | 1953. | 1961. | 1971. | 1981. | 1991. | 2001. | 2011. | 2021. |